# Tomnatec (okręg Hunedoara)
Tomnatec – wieś w Rumunii, w okręgu Hunedoara, w gminie Bulzeștii de Sus. W 2011 roku liczyła 6 mieszkańców.